# Rudolf Vrba
Rudolf «Rudi» Vrba (11 de septiembre de 1924 - 27 de marzo de 2006) fue un prisionero del campo de concentración de Auschwitz en Polonia, que se fugó durante la ocupación nazi el 10 de abril de 1944, en pleno Holocausto, y coescribió un informe que contenía la información disponible más detallada hasta entonces, sobre el asesinato en masa que tuvo lugar en el interior del campo.
Originario de Eslovaquia, Vrba y su compañero de fuga, Alfréd Wetzler, huyeron de Auschwitz tres semanas después de que fuerzas alemanas invadieran Hungría y comenzara la deportación de la población judía al campo. Las 40 páginas de información sobre los judíos que hicieron de funcionarios para llevarlos a las cámaras de gas al llegar a Eslovaquia el 24 de abril, y no a su reasentamiento como se esperaba, se conocen como el Informe Vrba-Wetzler. Mientras se confirmaba la veracidad de informes anteriores de polacos y otros fugitivos, el historiador Miroslav Kárný escribió que este era único que ofrecía «detalles irrefutables».</ref>
Hubo un retraso de varias semanas antes de que el informe se distribuyera ampliamente para ganar la atención de otras naciones. El transporte masivo de judíos de Hungría a Auschwitz comenzó el 15 de mayo de 1944, a un ritmo de 12 000 personas al día. La mayoría de ellos fueron enviados directamente a las cámaras de gas. Vrba sostuvo, hasta el final de su vida, que los deportados se habrían negado a subir a los trenes si hubieran sabido que no iban a ser reubicados. Sin embargo, este punto no es generalmente aceptado por historiadores del Holocausto.
A lo largo de junio y julio de 1944, el informe Vrba-Wetzler e informes anteriores fueron publicados en periódicos y programas de radio en los Estados Unidos y Europa, especialmente en Suiza, lo que provocó que los líderes del mundo presionaran al dirigente húngaro Miklós Horthy para que detuviera las deportaciones. El 7 de julio de 1944, Miklós Horthy ordenó detener las deportaciones, posiblemente por el temor a ser juzgado responsable en la posguerra. Para entonces 437 000 judíos habían sido deportados, lo que suponía casi toda la población húngara judía; sin embargo, otros 200 000 judíos fueron salvados en Budapest.

## Primeros años y su arresto

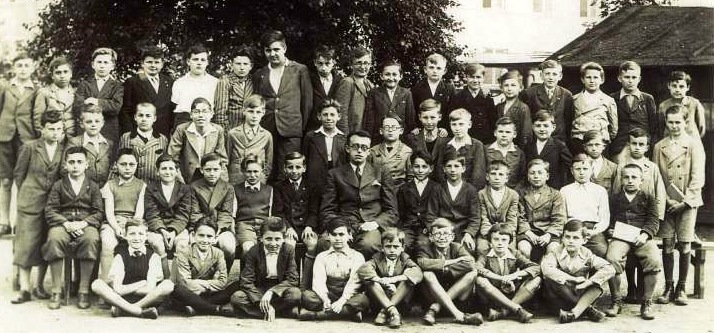
Vrba en la preparatoria, Bratislava, 1935–1936, fila delantera, el cuarto a la izquierda

Vrba nació como Walter Rosenberg en Topoľčany, Checoslovaquia. Tomó el nombre de Rudolf Vrba en abril de 1944 después de su fuga y legalizó su cambio de nombre después de la guerra. Sus padres, Elías Rosenberg y Helena Rosenberg (nacida Gruenfeldová), esta última de Zbehy, Eslovaquia, poseían un aserradero a vapor en Jaklovce, cerca de Margecany, Eslovaquia.
Por ser judío, Vrba fue excluido del Gymnasium (la escuela preparatoria) a los 15 años en Bratislava y se fue a trabajar como obrero. En Eslovaquia existían restricciones para los judíos en educación, vivienda y viajes, y además estaban obligados a llevar una insignia amarilla. Asimismo todos aquellos empleos disponibles eran asignados primero a los no judíos, dejando a los judíos con escasas opciones de trabajo.
En 1942 las autoridades eslovacas anunciaron que los judíos iban a ser enviados a «reservas» en Polonia, empezando por los jóvenes. Vrba, que entonces tenía 17 años, decidió unirse al Ejército Checoslovaco en Inglaterra, para evitar ser enviado a Polonia. Sin embargo, en la frontera con Hungría los guardias lo devolvieron a las autoridades eslovacas, quienes a su vez lo enviaron al Campamento de Transición Nováky, donde retenían a judíos en espera de su deportación. Pronto se las arregló para escapar, pero fue sorprendido por un policía que, tal y como escribió Vrba, comenzó a sospechar de él cuando vio que Vrba llevaba dos pares de calcetines.

## Auschwitz

### Auschwitz I

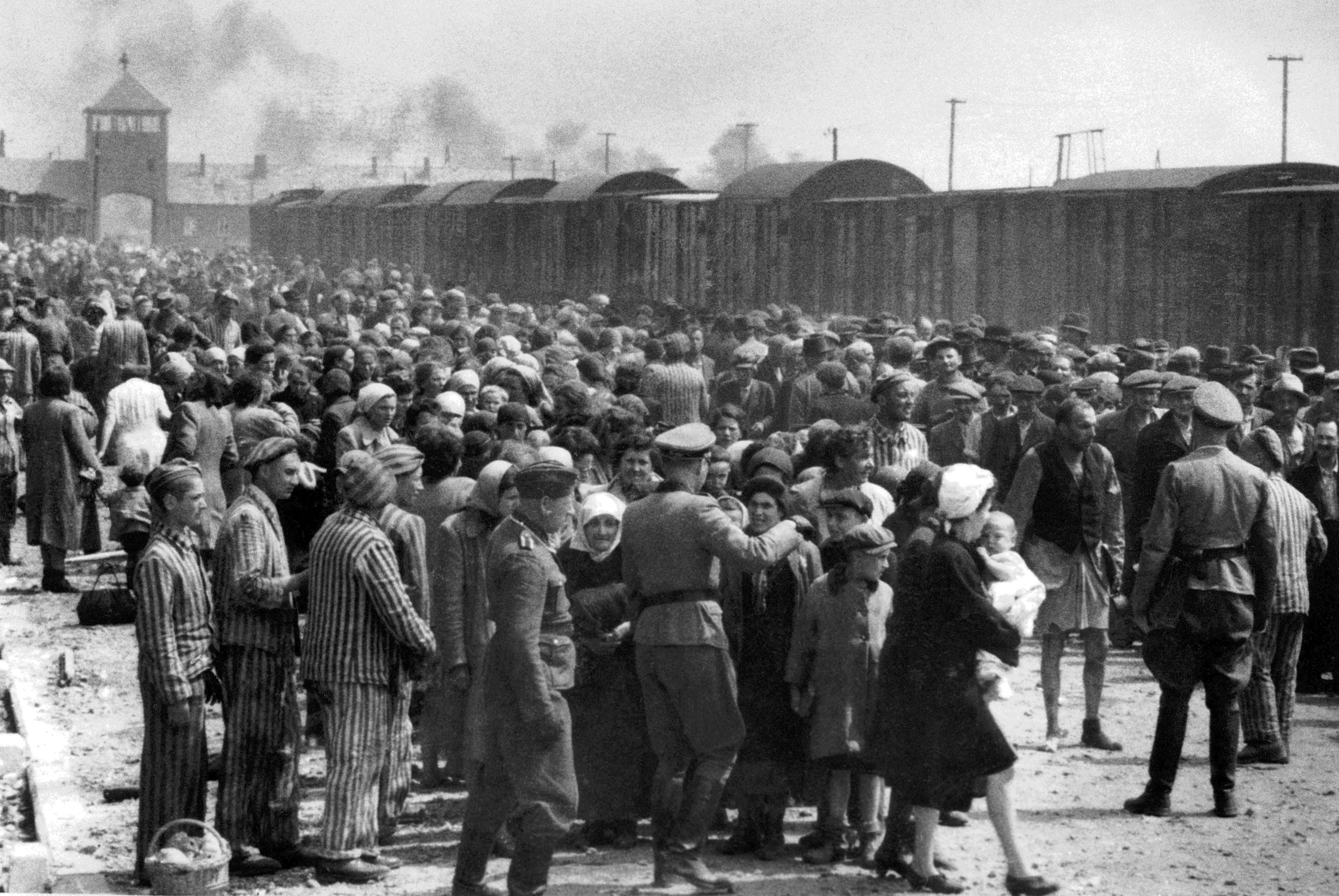
«Selección» de judíos húngaros en Judenrampe, en mayo o junio de 1944. Vrba trabajó aquí desde agosto de 1942 hasta junio de 1943. La entrada de Auschwitz II-Birkenau se puede observar al fondo.

Vrba fue deportado el 15 de junio de 1942 al campo de concentración de Majdanek, un campo nazi alemán en Polonia, y el 30 de junio fue enviado a Auschwitz I, el centro administrativo de los campos de Auschwitz, donde fue alojado en el Bloque 4. Fue asignado para trabajar en el Aufräumungskommando en Auschwitz II-Birkenau, el campo de exterminio, que estaba a 4 km de distancia del campamento principal. Las pertenencias de los nuevos reclusos eran trasladadas a las instalaciones de almacenamiento allí construidas, Effektenlager I y II, y vueltas a empaquetar, en gran parte para ser enviadas a Alemania.
Las instalaciones ocupaban varias docenas de barracas en el sector BIIg de Auschwitz II. Los prisioneros llamaban a las barracas Canadá I y Canadá II, porque contenían comida, ropa y medicina, y fue gracias a tener ese acceso por lo que Vrba fue capaz de mantenerse saludable.
Su trabajo incluía la clasificación de las pertenencias de los llegados a la Judenrampe en Auschwitz II, donde llegaban los trenes que transportan a los judíos y retirar los cadáveres de los que habían muerto dentro de los trenes durante el traslado. Algunos de los nuevos prisioneros eran seleccionados para trabajar como mano de obra esclava, pero la mayoría iba directamente a las cámaras de gas. Vrba trabajó aquí del 18 de agosto de 1942 hasta el 7 de junio de 1943. En 1985, declaró a Claude Lanzmann, para el documental Shoah, que había visto cerca de 200 trenes llegar durante esos diez meses.

### Auschwitz II
A partir del 15 de enero de 1943, Vrba fue transferido al bloque 16 de Auschwitz II, donde continuó trabajando en la instalación «Canadá», ahora tatuado como el prisionero n.º 44070. Él trataba de recordar los números que veía llegar y el lugar de origen de cada transporte. Muchos traían ropa para diferentes estaciones del año y utensilios, lo que sugiere que realmente creían  estar participando en un realojo. Esto fortaleció la convicción de Vrba de que debía escapar.
En junio de 1943, se le asignó la tarea de registrar a deportados, en la sección de cuarentena en Birkenau sector B II, lo que le permitió hablar con los seleccionados como esclavos. Él tenía su propia oficina con escritorio, una silla y una litera. Desde la ventana podía ver los camiones que eran enviados hacia las cámaras de gas, y estimaba que el 10 % de cada transporte era seleccionado para trabajar y el resto para el exterminio. En abril de 1944, calculó que 1 750 000 judíos habían sido asesinados, una cifra superior a la aceptada por los historiadores, pero que décadas más tarde insistió en que era la correcta.

### Judíos húngaros
El 15 de enero de 1944 un kapo polaco le dijo a Vrba que, según sus informaciones, un millón de judíos de Hungría no tardarían en llegar a Auschwitz, y que se estaba construyendo una línea de ferrocarril con destino directo a los hornos crematorios. Vrba dijo que escuchó a guardias de las SS comentar que pronto tendrían salchichas húngaras. Cuando llegaban judíos de los Países Bajos, escribió, traían queso, los judíos franceses traían el típico dulce halva y los judíos griegos traían aceitunas, pero que en ese momento llegarían salchichas húngaras. A pesar de que Vrba oyó estas conversaciones y que la advertencia a la comunidad húngara fue uno de los motivos de su huida, no se hace mención de los judíos de Hungría en el informe de Vrba-Wetzler. La discrepancia ha llevado a varios historiadores, entre ellos Miroslav Karny y Randolph L. Braham, a poner en duda los recuerdos de Vrba, aunque el informe en sí mismo es respetado.

### Escape
En Birkenau Vrba se encontró a un conocido de Trnava, Alfréd Wetzler (prisionero n.º 29162), que estaba trabajando en el depósito de cadáveres. Planearon huir juntos y el 7 de abril de 1944, con la ayuda de otros dos prisioneros, se escondieron debajo de un montón de madera apilada entre las vallas perimetrales interiores y exteriores, y rociaron el área con tabaco impregnado en gasolina para engañar a los perros. De acuerdo con Karny, a las 20:33 de la noche el SS-Sturmbannführer Fritz Hartjenstein, el comandante de Birkenau, se percató de que dos judíos habían desaparecido y lo comunicó vía teleprinter.
Vrba y Wetzler se escondieron durante tres noches y el cuarto día entero. Sabían, por intentos de fuga previos de otros prisioneros, que los guardias mantenían la búsqueda alrededor de tres días. Wetzler escribió en sus memorias que se ataron tiras de franela a través de la boca y las apretaban cada vez que sentían un cosquilleo en la garganta. A las 21:00 horas del 10 de abril, salieron de la pila de madera arrastrándose y se dirigieron al sur, hacia Eslovaquia, a unas 80 millas (130 km) de distancia, caminando por la orilla del río Sola.

## El informe Vrba–Wetzler

### La escritura del informe
Los hombres cruzaron la frontera entre Polonia y Eslovaquia el 21 de abril de 1944. Fueron a ver a un médico local en Čadca, el Dr. Pollack, al que Vrba había conocido en el primer campo de tránsito que cruzó. Pollack tenía un contacto en el judenrat (‘consejo judío’) eslovaco, que operaba como un grupo clandestino conocido como el «Grupo de Trabajo», y este organizó que enviaran a gente desde su sede en Bratislava para conocer a Vrba y Wetzler. Pollack se entristeció al conocer el destino que tuvieron sus padres y hermanos, que habían sido deportados en 1942.
Vrba y Wetzler pasaron la noche en la casa de un familiar del rabino Leo Baeck en Čadca, y al día siguiente, el 24 de abril, se reunieron con el presidente del Consejo judío, el Dr. Oscar Neumann, un abogado que hablaba alemán. Neumann colocó a los hombres en diferentes habitaciones en una antigua residencia de ancianos y les entrevistó por separado durante tres días. Vrba menciona en sus memorias que empezó dibujando el diseño interno de Auschwitz I y II, y la posición de la rampa con relación a los dos campos. Describió la organización interna de los campos, cómo los judíos eran utilizados como mano de obra esclava para la Krupp, Siemens, IG Farben y DAW, y el asesinato en masa en las cámaras de gas de los que habían sido elegidos para sonderbehandlung (‘tratamiento especial’).
El informe fue escrito y reescrito varias veces. Wetzler escribió la primera parte, Vrba la tercera, y las dos otras partes las escribieron juntos. Luego trabajaron juntos reescribiendo el informe seis veces. Redactaron un informe de 40 páginas, en alemán, que se completó el jueves 27 de abril de 1944. Vrba escribió que el informe también fue traducido al húngaro; sin embargo se ha perdido la versión original en eslovaco.

### Contenido
El informe contiene una descripción detallada de la geografía y la gestión de los campamentos, y de cómo vivían los prisioneros hasta su muerte. Enumeró los transportes que llegaron a Auschwitz desde 1942, su lugar de origen, y los números de los seleccionados para trabajar y para ser enviados a las cámaras de gas. Kárný escribe que el informe proporciona datos que solo conocían los presos, entre ellos, por ejemplo, que se llenaron plataformas de descarga de prisioneros asesinados en las cámaras de gas, lo que indica que las tasas de mortalidad en el campamento eran activamente falsificadas.
También contiene bocetos e información acerca de la disposición de las cámaras de gas. En una declaración jurada para el juicio del SS-Obersturmbannführer Adolf Eichmann en 1961, y en su libro No Puedo Perdonar (1964), Vrba dijo que Wetzler y él obtuvieron la información sobre las cámaras de gas y los crematorios de sonderkommando Filip Müller y los colegas que trabajaron allí. Müller confirmó esto en su Eyewitness Auschwitz (1979). El erudito de Auschwitz, Robert Jan van Pelt, escribió en 2002 que la descripción contiene errores, pero que «dadas las condiciones en las que se obtuvo la información, la falta de formación en arquitectura de Vrba y Wetzlar [sic] y la situación en la que se llevó a cabo el informe, uno se convertiría en sospechoso si no contuviera errores. ... Dadas las circunstancias, la composición del ‘crematorio’ reconstruido por dos fugitivos sin ninguna formación en arquitectura es todo lo bueno que uno podría esperar». El informe ofrece la siguiente descripción:

En la actualidad hay cuatro crematorios funcionando en Birkenau, dos grandes, I y II, y dos más pequeños, III y IV. Los de tipo I y II constan de 3 partes, es decir: (A) el cuarto de la caldera; (B) las grandes salas; y (C) la cámara de gas. Una enorme chimenea se eleva desde el cuarto de la caldera en torno al cual se agrupan nueve hornos, cada uno con cuatro aberturas. Cada abertura es suficiente para tres cadáveres normales a la vez y después de una hora y media los cuerpos se han consumido completamente. Esto corresponde a una capacidad diaria de alrededor de 2 000 cuerpos. A un lado existe una gran «sala de recepción», que está acomodada de tal modo que da la impresión de ser la antecámara de un establecimiento de baños. Esta alberga a 2 000 personas y al parecer hay una sala de espera similar en la planta de abajo. A partir de ahí, una puerta y unos escalones conducen a la cámara de gas por un largo y estrecho pasillo. Las paredes de esta cámara también están disfrazadas con entradas similares a cuartos de ducha, con el fin de engañar a las víctimas. Este techo está equipado con tres trampas que pueden ser herméticamente cerradas desde el exterior. Un camino conduce desde la cámara de gas al cuarto de la caldera.
La gasificación se lleva a cabo de la siguiente manera: las desafortunadas víctimas son llevadas a la sala (B) donde se les pide que se desnuden. Para respaldar la mentira de que el objetivo es bañarse, cada persona recibe una toalla y un pequeño pedazo de jabón de manos de dos hombres vestidos con batas blancas. A continuación, son apiñados en la cámara de gas (C) en tal número que para comprimir esta multitud en el estrecho espacio, a menudo disparan algunos tiros para provocar que los que están al fondo se junten.

Cuando la multitud se encuentra en el interior, las pesadas puertas se cierran. Después se produce una breve pausa y la temperatura ambiente del cuarto aumenta hasta cierto nivel, después los hombres de las SS con máscaras de gas suben al techo, abren las trampas y arrojan una preparación en polvo de latas etiquetadas «CYKLON, para uso contra parásitos», que se fabrica en Hamburgo. Se presume que este es «cianuro» mezclado de tal manera que se convierte en gas a cierta temperatura. Después de tres minutos todos en la cámara están muertos. No se conoce a nadie que haya sobrevivido a esta terrible experiencia, aunque no era raro descubrir señales de vida después de las pruebas iniciales llevadas a cabo en madera de abedul. Después, se abre la cámara, se deja entrar el aire y el «equipo especial» carga los cuerpos en camiones hacia los cuartos de calderas, donde se realiza la cremación. Los Crematorios III y IV trabajan siguiendo los mismos principios, pero su capacidad es solo la mitad que la de los grandes. Por lo tanto, la capacidad total de las cuatro plantas de cremación y gasificación en Birkenau, asciende a unos 6 000 al día.

### Distribución
Las fechas en que el informe fue entregado a ciertas personas se ha convertido en una cuestión de importancia dentro de la historiografía del Holocausto. Esto es en parte porque existe la interrogante de lo que sabía el gobierno húngaro sobre las cámaras de gas antes de contribuir a las deportaciones masivas, que comenzaron el 15 de mayo de 1944, y en parte porque Vrba alegó que la cantidad de vidas que se perdieron fue debido a que el informe no se distribuyó con suficiente rapidez entre los líderes judíos, particularmente Rudolf Kastner del Comité de Ayuda y Rescate de Budapest.
El historiador israelí Yehuda Bauer escribe que Oscar Krasniansky, del Consejo Judío, quien tradujo el informe del eslovaco al alemán cuando Vrba y Wetzler estaban escribiéndolo y dictándolo, había hecho declaraciones contradictorias después de la guerra. Primero dijo que le había entregado el informe a Kastner el 26 de abril de 1944 durante la visita de este último a Bratislava, pero Bauer escribe que el informe no se había terminado hasta el 27 de abril. En otra declaración, dijo que se la había dado a Kastner el 28 de abril en Bratislava, pero Hansi Brand, un trabajador Comité de Ayuda y Rescate que era cercano a Kastner, dijo que Kastner no estuvo en Bratislava hasta agosto. Bauer escribe que sin importar las declaraciones de la posguerra de Kastner, este tuvo acceso temprano al informe, contrariamente a lo que Krasniansky había afirmado. Randolph L. Braham escribe que el 3 de mayo Kastner tenía una copia cuando visitó Kolozsvár (Cluj), su ciudad natal. Las razones de Kastner para no hacer público el documento son desconocidas, pero Vrba creyó hasta el final de su vida que Kastner retuvo el informe con el fin de no poner en peligro las negociaciones entre el Comité de Ayuda y Rescate y Adolf Eichmann, el oficial de las SS encargado del transporte de judíos de Hungría.

### Las deportaciones continuaron
Arnost Rosin (prisionero. No 29858) y Czeslaw Mordowicz (prisionero. No 84216) escaparon de Auschwitz el 27 de mayo de 1944 y llegaron a Eslovaquia el 6 de junio, el día del desembarco de Normandía. Supieron de la invasión de Normandía y creyeron que la guerra había terminado, así que se emborracharon para celebrarlo gastando los dólares que habían conseguido de contrabando fuera de Auschwitz. Sin embargo, fueron arrestados de inmediato por violar las leyes de divisas y pasaron ocho días en la cárcel antes de que el Consejo Judío pagara su multas.
Rosin y Mordowicz ya sabían de Vrba y Wetzler. Vrba escribió que cualquier persona que haya sobrevivido más de un año en Auschwitz era un alto miembro de la «viejas manos de la mafia», y todos se conocían entre ellos. El 15 de junio de Rosin y Mordowicz fueron entrevistados por Oscar Krasniansky, el ingeniero que había traducido el informe de Vrba-Wetzler al alemán. Le dijeron que entre el 15 y el 27 de mayo de 1944, 100 000 judíos húngaros habían llegado a Birkenau y que la mayoría fueron asesinados a su llegada, al parecer sin conocimiento de lo que iba a pasar con ellos. Vrba llegó a la conclusión de que el informe había sido suprimido.

### Las deportaciones se detuvieron
Braham escribe que el informe fue llevado a Suiza por Florian Manoliu de la Legación Rumana en Bern y dado a George Mantello, un hombre de negocios judío de Transilvania que estaba trabajando como el Primer Secretario del Consulado del Salvador en Ginebra. Fue gracias a Mantello que el informe se haya recibido su primera cobertura amplia, en la prensa suiza. De acuerdo con David Kranzler, Mantello pidió la ayuda de la Liga de Estudiantes Swizo-Húngaro para hacer 50 copias mimeografiadas del Informe de Vrba- Wetzler y dos más cortos de Auschwitz (conocidos en conjunto como los Protocolos de Auschwitz), que al 23 de junio de 1944 se habían distribuido entre el gobierno suizo y grupos de judíos. Los estudiantes hicieron miles de copias más, las cuales fueron distribuidas a otros estudiantes y miembros del Parlamento.
El 19 de junio Richard Lichtheim de la Agencia Judía en Ginebra, que había recibido una copia del informe de Mantello, escribió a la Agencia Judía en Jerusalén para decir que ellos sabían «lo que había sucedido y dónde había ocurrido», y declaró que el Informe Vrba-Wetzler presentaba un 90 por ciento de los judíos que llegaban a Birkenau para ser asesinados. Vrba y Oscar Krasniasnky reunieron con el representante suizo de la Santa Sede, el nuncio Monseñor Mario Martilotti, en el monasterio Svätý Jur el 20 de junio. Martilotti había visto el informe y cuestionó a Vrba sobre este durante seis horas.
Como resultado de la cobertura en la prensa suiza, detalles comenzaron a aparecer en otros lugares, incluyendo el New York Times y la BBC World Service. Daniel Brigham, el corresponsal del New York Times en Ginebra, publicó una crónica el 3 de julio de 1944, «Mensaje Confirma Campos de la Muerte Nazis», y el 6 de julio una segunda, «Dos Campos de Exterminio, Lugares de Terror; Establecimientos alemanes para el Asesinato en Masa de Judíos Descrito por un Suizo». Braham escribe que hubo varias apelaciones a Horthy, incluyendo las del gobierno suizo, el presidente Franklin D. Roosevelt, Gustavo V de Suecia y, el 25 de junio, del Papa Pío XII, posiblemente después de Martilotti conociera el informe.  El 26 de junio, Richard Lichtheim de la Agencia Judía en Ginebra envió un telegrama a Inglaterra pidiendo a los aliados a detener a miembros del gobierno húngaro personalmente responsables de los asesinatos. El cable fue recibido por el gobierno húngaro y mostrado al primer ministro Döme Sztójay, quien lo pasó a Horthy. Horthy ordenó el fin de las deportaciones, el 7 de julio y se detuvieron dos días después.
El 23 de julio fue confirmado que los alemanes estaban usando cámaras de gas, cuando el campo de concentración de Majdanek cerca de Lublin, Polonia, fuera capturado por los soldados soviéticos, con sus cámaras de gas intactas y 820 000 zapatos. Auschwitz fue liberado por el cuerpo número 28 y 106 del Primer Frente Ucraniano del Ejército Rojo el 27 de enero de 1945. Van Pelt escribe que la SS aprendió la lección de Majdanek y trató de destruir algunas de las pruebas, pero el Ejército Rojo, no obstante, encontró lo que quedaba de cuatro crematorios, así como 5525 pares de zapatos de mujer y 38 000 pares de hombres; 348 820 trajes de hombre, 836 225 artículos de ropa de mujer, un gran número de cepillos de dientes, gafas, prótesis dentales, y siete toneladas de cabello.

## Alegaciones de Vrba

### La propuesta de «Sangre por bienes»

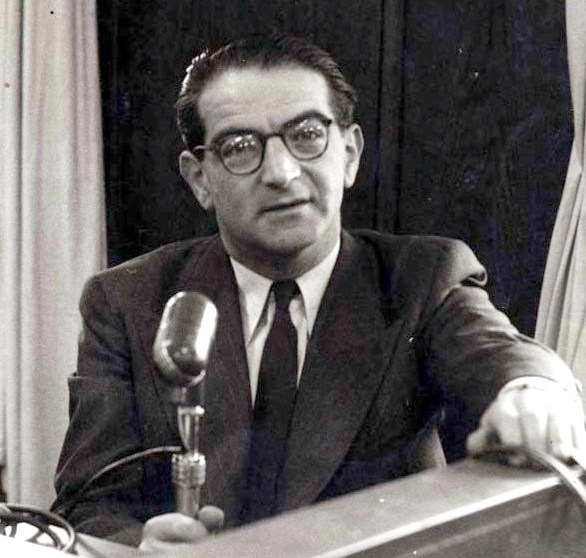
Rudolf Kastner (1906–1957) fue asesinado por sospechas de su colaboración con Eichmann y otros.

El momento de distribución del informe sigue siendo una fuente de controversia. Por razones que aún no están claras, el informe no se distribuyó ampliamente hasta varias semanas después de la huida de Vrba en abril. Entre el 15 de mayo y 7 de julio de 1944, alrededor de 437 000 judíos de Hungría (12 000 al día) fueron enviados por tren a Auschwitz. Vrba cree que habrían huido o luchado si hubieran sabido que se les enviaba a la muerte.
Vrba alega que el informe había sido retenido deliberadamente por Rudolf Kastner y el Comité de Ayuda y Rescate a los Judíos de Hungría en Budapest con el fin de no poner en peligro la compleja, y en última instancia inútil, negociación con Adolf Eichmann. Eichmann había sugerido al comité organizar un intercambio de hasta un millón de judíos por una suma de dinero y camiones de los Estados Unidos o del Reino Unido, la famosa propuesta de «sangre por bienes». Vrba escribió más tarde que las comunidades judías de Eslovaquia y Hungría habían depositado su confianza, ya sea en los líderes sionistas seculares como Kastner, o en líderes judíos ortodoxos. Los nazis se percataron de esto, según escribió Vrba, y por eso entraron en negociaciones con los miembros de la comunidad, que supuestamente conducirían a la liberación de los judíos. Sostuvo que los nazis usaron a los líderes judíos para evitar el pánico, lo cual habría retrasado la deportación.

### El tren de Kastner
La primera reunión del Comité de Ayuda y Rescate con Eichmann fue el 25 de abril de 1944. El 28 de abril el primer tren cargado de judíos de Hungría fue a Auschwitz, pero no como parte de la transportación masiva. Aproximadamente al mismo tiempo, se cree que Kastner había recibido una copia del informe de Vrba-Wetzler, aunque posiblemente en alemán y sin traducción.
Vrba reclamó que Kastner no distribuyó el informe para no poner en peligro el acuerdo con Eichmann. Secretamente organizó un tren cargado de 1684 judíos de Hungría para escapar a Suiza en el tren de Kastner, el cual dejó Budapest el 30 de junio. De acuerdo con John Conway, la fuga incluía en su mayoría «a sí mismo, a sus familiares, una camarilla de sionistas, algunos intelectuales judíos distinguidos, y un número de empresarios judíos ricos». Otros eruditos disputan este énfasis. Ladislaus Löb escribe que la partida también incluía a más de 200 niños menores de 14 años, muchos de ellos huérfanos, y cientos de personas comunes, como maestros y enfermeras. Yehuda Bauer argumenta que Kastner puso a su propia familia en el tren para mostrar a los demás pasajeros que era seguro, y que en todo caso, que apenas podía esperar para excluir a su familia.
Las acusaciones contra Kastner se convirtieron en parte de un caso de difamación en Jerusalén en 1954, cuando Malquiel Gruenwald, un hotelero israelí, lo acusó en un folleto de haber sido un colaborador de los nazis. Debido a que Kastner era para entonces un alto funcionario israelí, el gobierno israelí demandó a Gruenwald. Aunque Kastner fue posteriormente absuelto por la Corte Suprema, el tribunal de primera instancia falló en contra del gobierno y Kastner fue asesinado en marzo de 1957 como resultado de la publicidad que siguió.

### Respuesta
Bauer escribe que, cuando se preparó el informe de Vrba-Wetzler, ya era demasiado tarde para alterar los planes de deportación de los nazis. Él señala la necesidad de distinguir entre la recepción de la información y su «internalización» —el momento en el cual la información se considera digna de acción— argumentando de que se trata de un proceso complicado: «Durante el Holocausto, innumerables personas recibieron información y aun así la rechazaron, suprimido, o racionalizado al respecto, fueron arrojadas a la desesperación sin ninguna posibilidad de actuar, o aparentemente interiorizado y luego pretendido como si nunca hubiese llegado a ellos». Bauer argumenta que los «ataques salvajes en Kastner y en el metro de Eslovaquia son ahistóricos y simplemente mal desde el principio…» y Vrba, en respuesta, alega que Bauer fue uno de los historiadores israelíes que habían minimizado el papel de Vrba en la historiografía del Holocausto con el fin de defender la creación de Israel.

## Después del informe

### Actividades de resistencia
Después haber entregado su información al Consejo judío eslovaco en abril de 1944, Vrba dijo a Krasniansky que estaba seguro de que el informe estaba en las manos adecuadas. Vrba y Wetzler pasaron los siguientes seis semanas en Liptovský Mikuláš, y continuaron haciendo y distribuyendo copias de su informe siempre que podían. El Judenrat Eslovaco le dio papeles a Vrba en el nombre de Rudolf Vrba, mostrando que él era un «ario puro» de tres generaciones atrás, y lo apoyaba financieramente por una suma de 200 coronas eslovacas a la semana, lo que equivaldría al salario de un trabajador medio, y como Vrba escribió, «suficiente para sostenerme en una vida ilegal en Bratislava». El 29 de agosto de 1944, el ejército eslovaco se levantó contra los nazis y se anunció el restablecimiento de Checoslovaquia. Vrba se unió a las unidades de partisanos checos en septiembre de 1944, y más tarde fue galardonado con la Medalla de Checoslovaquia de Valentía.

### Después de la guerra
En el verano de 1944 se encontró con su amiga de la infancia: Gerta, se casaron (ella tomó el apellido Vrbová, la versión femenina de Vrba) y tuvieron dos hijas, aunque el matrimonio fracasó poco después. La pareja se trasladó a Praga en 1945, donde Vrba asistió a la Universidad Técnica de Praga. En 1951 recibió su doctorado en química y bioquímica (Dr. Tech. Sc.) para una tesis titulada «Sobre el metabolismo del ácido butírico». Esto fue seguido por la investigación posdoctoral en la Academia Checoslovaca de Ciencias, donde recibió su C.Sc. en 1956.
En 1958 Vrba recibió una invitación para una conferencia internacional en Israel, y al estar ahí desertó. Trabajó durante los dos próximos años en el Instituto de Ciencia Weizmann en Rehovot. Más tarde dijo que no podía seguir viviendo en Israel debido a que los mismos hombres que habían, a su juicio, traicionado a la comunidad judía en Hungría, estaban ahora en posiciones de poder allí. Así que en 1960 decidió mudarse a Inglaterra, y se convirtió en ciudadano británico en 1966. En Inglaterra trabajó durante dos años en la Unidad de Investigación de Neuropsiquiatría en Carshalton, Surrey, y siete años por el Consejo de Investigación médica Británica.
El 11 de mayo de 1960 Eichmann fue capturada por el Mossad en Buenos Aires y llevado a Jerusalén para ser juzgado. Vrba contactó a Alan Bestic del Daily Herald en el Reino Unido, y su historia se publicó en cinco cuotas durante una semana en marzo de 1961, en la víspera del juicio de Eichmann. Vrba presentó una declaración como prueba contra Eichmann a la Embajada de Israel en Londres, y con la ayuda de Bestic escribió sus memorias, No puedo perdonar (1964), reeditado como Escape de Auschwitz (1964) y Yo escapé de Auschwitz (2002). También prestó declaración en uno de los juicios de Auschwitz en Fráncfort en 1964.

### Vida en Canadá, y el juicio de Zündel
Vrba se trasladó a Canadá en 1967, donde trabajó para el Consejo de Investigación Médica de Canadá desde 1967 hasta 1973. Se convirtió en ciudadano canadiense en 1972. De 1973 a 1975 fue investigador en la Escuela de Medicina de Harvard, centrándose en la investigación del cáncer, donde conoció a su segunda esposa, Robin. Volvieron a Vancouver, donde se convirtió en un agente de bienes raíces y profesor asociado de farmacología en la Universidad de Columbia Británica. Trabajó allí hasta principios de 1990, publicando de más de 50 trabajos de investigación sobre la química del cerebro, la diabetes y el cáncer.
Vrba testificó en enero de 1985 en el juicio de siete semanas en Toronto del Negador del Holocausto: Ernst Zündel, el cual terminó con la condena de Zündel por publicar material falso sobre el Holocausto. Vrba reconoció que varios pasajes en No puedo perdonar (1964) se basaron en las cuentas de segunda mano. De acuerdo con su testimonio en el juicio de Eichmann en 1961, obtuvo su información sobre las cámaras de gas y los crematorios de Sonderkommando Filip Müller y otros que trabajaban allí, algo que Müller confirmó en 1979. El abogado de Zündel, Doug Christie, acusó Vrba de mentir sobre Auschwitz y le preguntó si había visto a alguien ser gaseado. Vrba respondió que había visto gente ser llevada a los edificios y oficiales de las SS tirar latas de gas después sobre ellos:

Por lo tanto, llegué a la conclusión de que no era una cocina o una panadería, sino que era una cámara de gas. Es posible que todavía estén allí o que exista un túnel y que ahora estén en China. De lo contrario, ellos fueron gaseados.
Vrba murió de cáncer el 27 de marzo de 2006 en Vancouver. Fue clamado vivo por su primera esposa, Gerta, su segunda esposa, Robin, su hija, Zuza Vrbová Jackson, y sus nietos, Hannah y enero. Fue desahuciado por su hija mayor, la doctora Helena Vrbová. [1] Su esposa donó sus documentos a la Biblioteca Franklin D. Roosevelt en Nueva York El Colega fugitivo de Vrba, Alfréd Wetzler, murió en Bratislava, Eslovaquia, el 8 de febrero de 1988. Wetzler fue el autor de Escape del Infierno: la Verdadero historia del Protocolo de Auschwitz (2007), publicado por primera vez como Čo Dante nevidel (1963) bajo el seudónimo Jozef Lanik.

## Recepción

### Documentales, libros

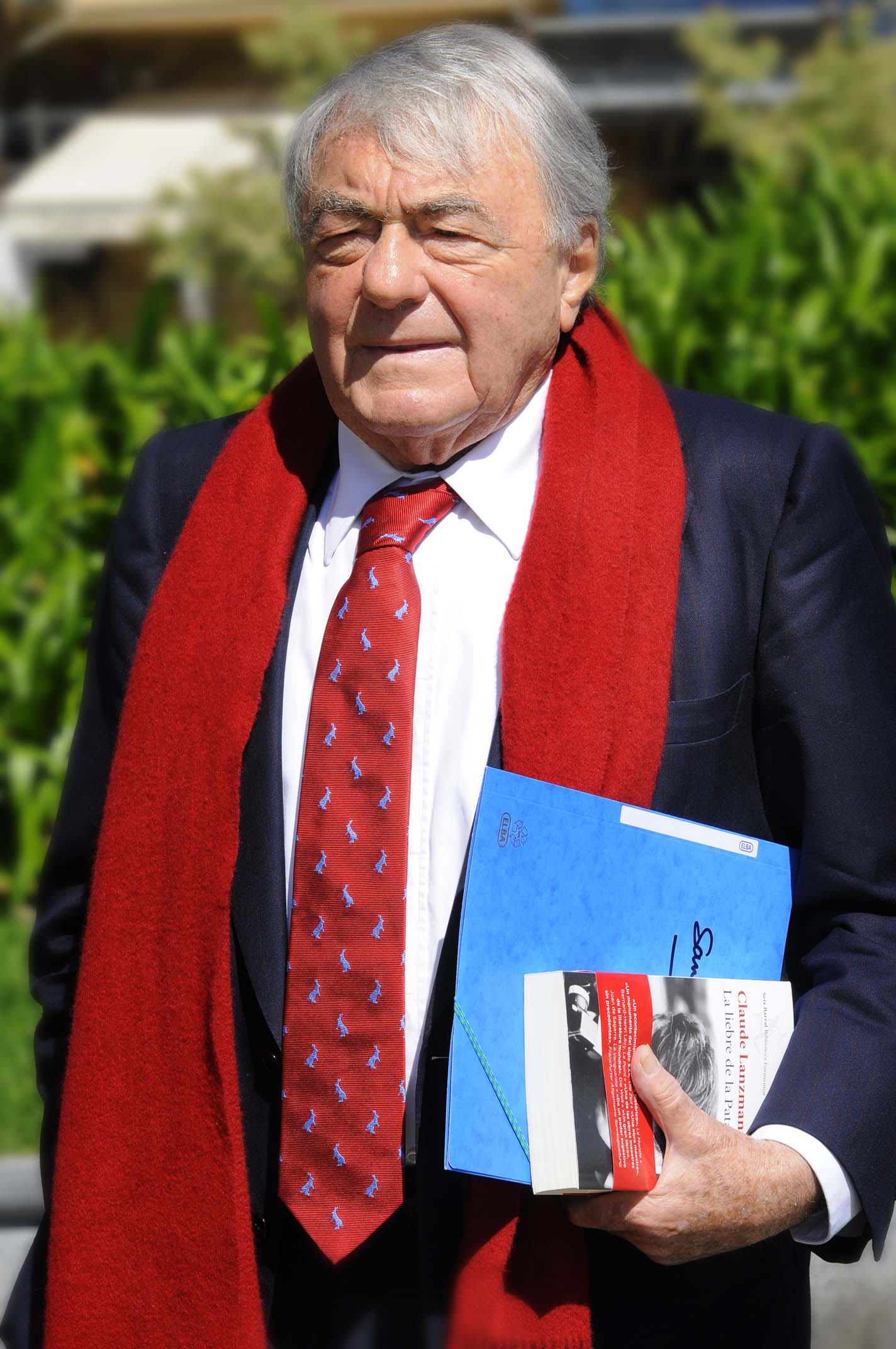
Claude Lanzmann entrevistó a Vrba para su documental, titulado Shoah (1985).

Varios documentales han contado la historia de Vrba, incluyendo Genocidio (1973), dirigida por Michael Darlow para ITV en el Reino Unido; Auschwitz y los aliados (1982), dirigida por Rex Bloomstein y Martin Gilbert para la BBC; y Shoah (1985), dirigida por Claude Lanzmann. Él protagonizó Testigo de Auschwitz (1990), dirigida por Robin Taylor para el CBC en Canadá; Auschwitz: The Great Escape (2007) para el Canal Cinco en el Reino Unido; y Escape de Auschwitz (2008) para PBS en Estados Unidos.
Vrba fue parte de un ensayo de Georg Klein, el biólogo húngaro-sueco, "El Miedo del Viajero Volviendo de Infierno," en Klein's Pietà  (1992), y fue el personaje principal de Escapando de Auschwitz de Ruth Linn (2004). Una conferencia académica se celebró en Nueva York en abril de 2011 para discutir el impacto del informe Vrba-Wetzler y otros reportes de Auschwitz, resultando en un libro, Los Informes de Auschwitz y el Holocausto en Hungría (2011), editado por Randolph L. Braham y William Vanden Heuvel, publicado por Columbia University Press.

### Premios
En 1998, a instancias de Ruth Linn, de la Universidad de Haifa concedió Vrba un doctorado honoris causa. Él recibió la Orden de la Doble Cruz Blanca, primera clase, por parte del gobierno de Eslovaquia en 2007. El historiador británico Martin Gilbert apoyó una campaña sin éxito en 1992 para tener Vrba condecorado con la Orden de Canadá.
En el Festival Czech One World se presenta anualmente el "Premio Vrba Rudolf" para documentales originales que llaman la atención sobre un tema desconocido por los derechos humanos. El premio fue establecido en el nombre de Vrba por Mary Robinson, entonces Alta Comisionada de las Naciones Unidas para los Derechos Humanos, y Václav Havel, el entonces presidente de la República Checa.

### Discrepancias
Varios historiadores han argumentado que Vrba embelleció sus relatos posteriores, aunque no el informe de Vrba-Wetzler en sí. Él escribió en sus memorias en 1963 que él había oído oficiales de las SS en Auschwitz discutir cómo se estaban construyendo nuevas áreas y que pronto tendrían «salami húngaro… por toneladas», alegando supuestamente una referencia a la inminente llegada de judíos de Hungría, el cual no mencionó en su informe en abril de 1944. Aunque Vrba sostuvo que advertir a la comunidad húngara fue uno de los motivos de su huida, el informe dijo: «El trabajo está avanzando en un compuesto aún más grande que esta por añadirse posteriormente al campamento ya existente. El propósito de esta extensa planificación no es conocido por nosotros». También declaró: «Cuando nos fuimos el 7 de abril 1944 nos enteramos de que se esperaban grandes convoyes de judíos griegos»
Miroslav Kárný escribió en 1998:

En general se acepta que cuando Vrba y Wetzler se preparaban para su escape, era conocido que en Auschwitz los mecanismos de aniquilación se estaban perfeccionando con el fin de matar a cientos de miles de judíos originarios de Hungría. Fue esta información, de acuerdo con Vrba, la que se convirtió en el principal motivo de su huida. ... Pero de hecho, no hay mención en el informe de Vrba y Wetzler sobre los preparativos que estaban en marcha para la aniquilación de judíos de Hungría. ... Si Vrba y Wetzler consideraron necesario registrar los rumores sobre la llegada prevista de transportes judíos de Grecia, entonces ¿por qué no registraron el rumor - que ellos conocían - sobre el transporte previsto de cientos de miles de Judíos-Húngaros?
Karny sostiene que, mucho después de que la guerra había terminado, Vrba quería testificar sobre las deportaciones fuera de un sentido de nostalgia, forzar al mundo a reconocer la magnitud de los crímenes nazis. La sospecha es que esto llevó a un grado de adorno en las cuentas posteriores. En una edición posteriores de sus memorias, Vrba respondió que él está seguro de que la referencia a las deportaciones de Hungría estaban en la versión original eslovaca del Vrba-Wetzler, algunos de los cuales él escribió a mano, pero que no sobrevivió. Él escribió que recordó a Oscar Krasniansky del Consejo judío eslovaco, quien tradujo el informe al alemán, argumentando de que solo las muertes reales debían registrarse, y no las especuladas, para dar al informe la máxima credibilidad. Vrba especuló que esta fue la razón que Krasniansky omitió las referencias de Hungría desde la traducción al alemán, que fue versión que se distribuyó en todo el mundo.

### SupervivienteversusEl Discurso Experto

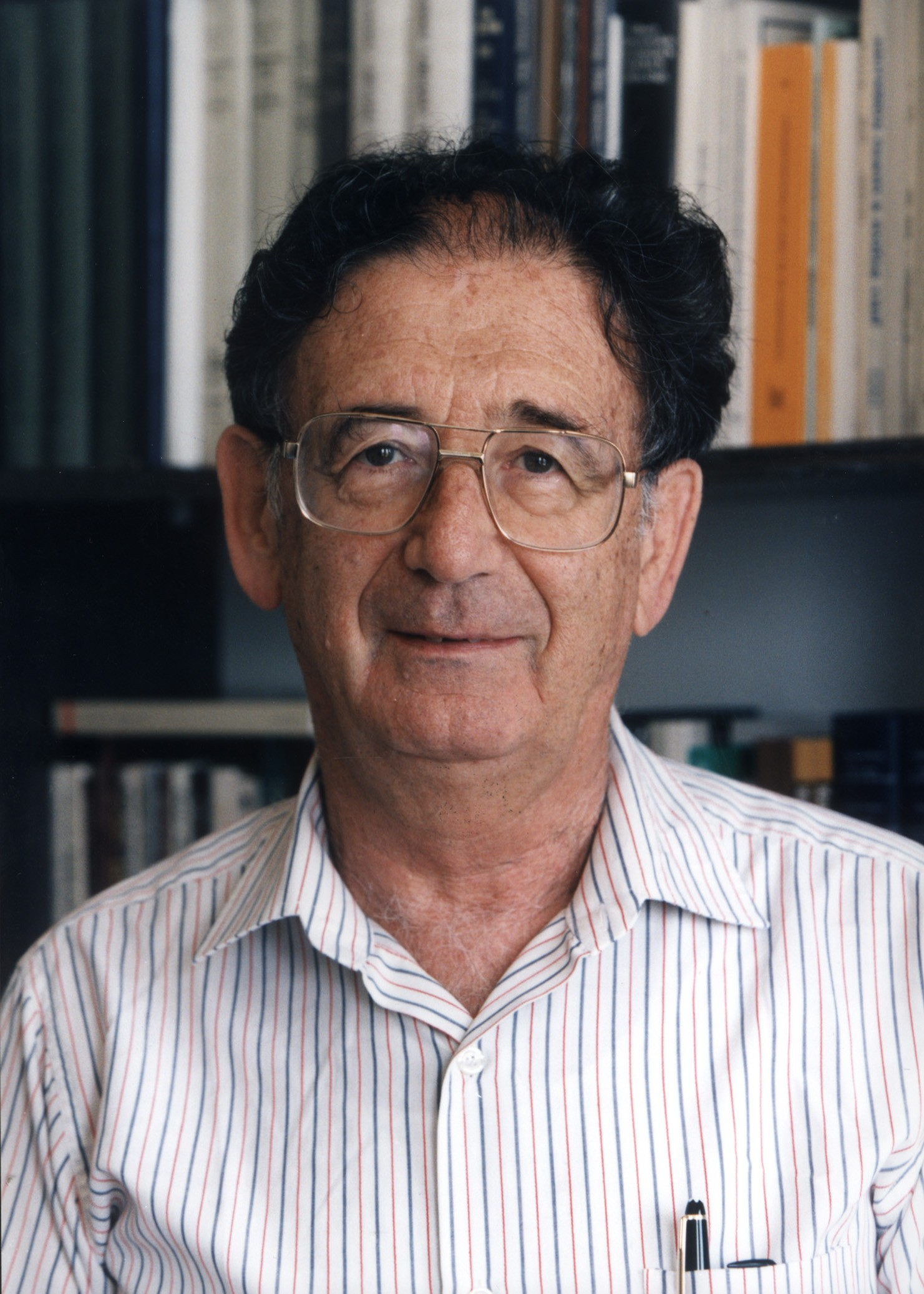
Yehuda Bauer: Vrba fue uno de los «héroes del Holocausto», pero sus declaraciones posteriores sufrieron de credibilidad.

Vrba fue criticado en 2001 en una colección de artículos en hebreo, Liderazgo bajo coacción: El grupo de trabajo en Eslovaquia, 1942-1944, por un grupo de líderes historiadores israelíes con vínculos con la comunidad eslovaca, incluyendo a Yehuda Bauer, Hanna Yablonka, Gila Fatran y Livia Rothkirchen. La introducción por Giora Amir describe como «un montón de burladores, pseudo-historiadores e historiadores» a los que, como Vrba, argumentan que el Consejo Judío eslovaco pudo haber colaborado con los nazis ocultando lo que estaba pasando en Auschwitz. Amir escribe que a la acusación «sin fundamento» se le dio credibilidad cuando la Universidad de Haifa concedió un doctorado honorario «a la cabeza de estos burladores, Peter [sic] Vrba». Amir continúa:

El heroísmo de esta persona, quien junto con el fallecido Alfréd Wetzler, fue de los primeros en escapar de Auschwitz, está fuera de duda. Pero el hecho de que, solo porque ser un prisionero de Auschwitz dotado de heroísmo personal, se ha coronado a sí mismo como juez de todos los que participaron en la noble labor de rescate, y acusarlos falsamente, perturba profundamente a nuestra comunidad, la comunidad checa.
La crítica de Vrba se deriva de la tensión entre lo que Ruth Linn llama el discurso sobreviviente y experto. Bauer se refirió a las memorias de Vrba como «no es un libro de memorias en el sentido usual», alegando que «contiene extractos de las conversaciones de las cuales no hay posibilidad de que precisarse y tiene elementos de una historia de segunda mano que no se corresponde necesariamente con la realidad». Al escribir acerca de sí mismo y de sus experiencias personales, la cuenta de Vrba es un importante y verdadera, Bauer escribió, pero también sostuvo que Vrba no tenía derecho en verse a sí mismo como un experto en la historia del Holocausto. A menudo Vrda desestimaba la opinión de los historiadores. En cuanto a las cifras de muertos en Auschwitz, dijo que Bauer y el historiador Raul Hilberg no sabían lo suficiente sobre la historia de Auschwitz.
En 2004, Linn argumentó que ciertos historiadores israelíes habían tergiversado la historia de Vrba. Vrba creía que habían intentado borrar su historia de la historiografía del Holocausto a causa de sus opiniones acerca de Kastner y el Judenrat Húngaro, algunos de los cuales llegaron a ocupar puestos destacados en Israel. Linn escribió que los nombres de Vrba y de Wetzler fueron omitidos o su contribución ha sido minimizado en los textos hebreos: historias estándares se refieren a la fuga de «dos jóvenes judíos eslovacos», «dos individuos» o «dos jóvenes», y representan Vrba y Wetzler como emisarios de la resistencia polaca en Auschwitz. El libro de Vrba no fue traducido al hebreo hasta 1999, 35 años después de su publicación en Inglés. Yad Vashem alberga una de las colecciones más extensas del mundo de la documentación del Holocausto, pero a partir de 2004 no hubo versión Inglés o hebreo no del informe de Vrba-Wetzler, una cuestión que el museo atribuye a la falta de fondos. Hubo una traducción al húngaro, pero no tienen en cuenta los nombres de sus autores y, Linn escribió, que podría ser que solo se encuentre en un archivo que se relacione con Rudolf Kastner.
En 2005 Uri Dromi del Instituto Democracia de Israel respondió que había por lo menos cuatro libros israelíes sobre el Holocausto que mencionan a Vrba, y que el testimonio de Wetzler se relata en detalle en el libro Hurban yahadut Slovakia de Livia Rothkirchen («La destrucción del Eslovaco-Judaísmo»), publicado por Yad Vashem en 1961. Linn respondió que la mayoría de los libros que citan Vrba se publicaron después de 1998, y que todas las menciones anteriores estaban en textos oscuros. Robert Rozett, bibliotecario principal en Yad Vashem y el autor de la entrada en el «Informe de Auschwitz» en la Enciclopedia del Holocausto, en 2005 opinó sobre la controversia Vrba: «Hay personas que entran en el tema desde un cierto ángulo y piensan que ellos han descubierto la verdad. Un historiador que se ocupa seriamente con el tema entiende que la verdad es compleja y multifacética».

## Trabajos seleccionados
- (2006). "The one that got away", The Guardian, 14 de abril de 2006, extraído de I Escaped from Auschwitz, The Guardian.
- (2002). I Escaped from Auschwitz, Robson Books, first published 1964.
- (1998). "Science and the Holocaust" Archivado el 25 de febrero de 2021 en Wayback Machine., Focus, University of Haifa, edited version of Vrba's speech when he received his honorary doctorate.
- (1998). "The Preparations For The Holocaust In Hungary: An Eyewitness Account" in Randolph L. Braham, Scott Miller (eds.), The Nazis' Last Victims: The Holocaust in Hungary, Wayne State University Press, pp. 55–102. Also in Randolph L. Braham, Attila Pok (eds.) (1997). The Holocaust in Hungary. Fifty years later, New York: Columbia University Press, pp. 227–285.
- (1996) con Hermann Graml. "Die Missachtete Warnung. Betrachtungen über den Auschwitz-Bericht von 1944," Vierteljahrshefte für Zeitgeschichte, 44(1), pp. 1–24. JSTOR 30195502

- (1992). "Personal Memories of Actions of SS-Doctors of Medicine in Auschwitz I and Auschwitz II (Birkenau)" in Charles G. Roland et al. (eds), Medical Science without Compassion, Past and Present, Hamburger Stiftung für Sozialgeschichte des 20.Jahrhunderts.
- (1975) with E. Alpert, and K. J. Isselbacher. "Carcinoembryonic antigen: evidence for multiple antigenic determinants and isoantigens", Proceedings of the National Academy of Sciences of the United States of America, 72(11), November 1975, pp. 4602–4606. PMID 53843
- (1970) with Wendy Cannon. "Molecular weights and metabolism of rat brain proteins", Biochemical Journal, 116(4), February 1970, pp. 745–753. PMID 5435499
- (1964) con Alan Bestic. Factory of Death, Corgi Books.
- (1964) con Alan Bestic. I Cannot Forgive, Grove Press.
- (1962) con H. S. Bachelard, et al. "Effect of reserpine on the heart," The Lancet, 2(7269), 22 de diciembre de 1962, pp. 1330–1331. PMID 13965902
- (1962) con M. K. Gaitonde, D. Richter. "The conversion of the glucose carbon into protein in the brain and other organs of the rat," Journal of Neurochemistry, 9(5), September 1962, pp. 465–475. doi 10.1111/j.1471-4159.1962.tb04199.x
- (1962). "Glucose metabolism in rat brain in vivo," Nature, 195 (4842), August 1962, pp. 663–665. doi 10.1038/195663a0 PMID 13926895
- (1961) con Kunjlata Kothary. "The release of ammonia from rat brain proteins during acid hydrolysis," Journal of Neurochemistry, 8(1), October 1961, pp. 65–71. doi 10.1111/j.1471-4159.1961.tb13527.x
- (1959) con Jaroslava Folbergrova. "Observations on endogenous metabolism in brain in vitro and in vivo," Journal of Neurochemistry 4(4), October 1959, pp. 338–349. doi 10.1111/j.1471-4159.1959.tb13215.x
- (1958) con Jaroslava Folbergrova. "Endogenous Metabolism in Brain Cortex Slices," Nature, 182, 26 de julio de 1958, pp. 237–238. doi 10.1038/182237a0
- (1957) con Jaroslava Folbergrova, V. Kanturek. "Ammonia Formation in Brain Cortex Slices," Nature, 179(4557), March 1957, pp. 470–471. doi 10.1038/179470a0
- (1956). "On the participation of ammonia in cerebral metabolism and function," Review of Czechoslovak Medicine, 3(2), pp. 81–106. PMID 13466187
- (1955). "Significance of glutamic acid in metabolic processes in the rat brain during physical exercise," Nature, 176(4496), 31 de diciembre de 1955, pp. 1258–1261. PMID 13321878
- (1954) with Arnošt Kleinzeller, Jiři Málek. Manometrické metody a jejich použití v biologii a biochemii, Prague: Státní Zdravotnické Nakladatelství ("State Health Publishing").

### Citas
1. ↑  Kárný (1998), p. 553ff; for the report, "The Vrba–Wetzler Report", Holocaust Education and Archive Research Team.
2. ↑  Szabó (2011), pp. 97–99.
3. ↑  Karny (1998), p. 554.
4. ↑  Szabó (2011), p. 87.
5. ↑  For example, see Braham (2011), pp. 48–49.
6. ↑  Lipstadt (1993), pp. 233–237; Kárný (1998), p. 558.
7. ↑  Bauer (1997), p. 194, para 437.000 deportados de las provincias; Bauer (1994), p. & Nbsp; 156, para 437.000 deportados a Auschwitz entre el 14 de mayo y el 7 de julio, según cifras alemanas; Braham (2011), p. 45, para que el campo se vacíe de judíos para julio de 1944; Bauer (1994), p. 233, "probablemente cerca de 200,000" judíos que permanecen en Budapest, aunque vea p. 156 por "[que] quedaron 250,000 judíos de Budapest".
8. 1 2  Vrba (2002), p. 445; The Daily Telegraph (12 de abril de 2006).
9. 1 2  Vrba (2002), pp. 15–17, 23–28, 38.
10. ↑  Vrba (2002), pp. 87–97, 376–377.
11. ↑  Vrba (2002), p. 377, nota al pie 11.
12. 1 2 3  The Daily Telegraph (12 de abril de 2006).
13. ↑  Van Pelt (2011), pp. 136–137.
14. ↑  Gilbert (1990), 194; Linn (2004), 17–18.
15. ↑  Vrba (2002), p. 389ff; van Pelt (2011), p. 144.
16. ↑  Martin (1990), p. 94.
17. 1 2  Hilberg (1995), p. 176.
18. ↑  Linn (2004), pp. 17–18.
19. ↑  Vrba (2002), p. 379, nota al pie 12.
20. ↑  Nueman (1990).
21. ↑  Vrba (2002), p. 387.
22. 1 2  Gilbert (1994), p. 551.
23. ↑  Kárný (1998), p. 560; Braham (2011), pp. 47–48.
24. ↑  Vrba (2002), p. 391.
25. ↑  Vrba (2002), p. 391; Gilbert (1990), p. 196. Que fueron ayudados por otros dos prisioneros, Wetzler (2007), p. 108; en el libro, publicado por primera vez en 1963, Wetzler es "Karol" y Vrba es "Val".
26. ↑  Kárný (1998), p. 553.
27. 1 2  Wetzler (2007), p. 124.
28. ↑  Vrba (2002), pp. 392–394.
29. ↑  Vrba (2002), pp. 396–398.
30. ↑  Vrba (2002), pp. 399–400.
31. 1 2 3  Kárný (1998), p. 564, nota al pie 5.
32. ↑  Vrba (2002), pp. 402–403.
33. ↑  Karny (1998), p. 554; van Pelt (2011), p. 123.
34. ↑  Kárný (1998), p. 555.
35. 1 2   van Pelt (2002). p. 149.
36. ↑  van Pelt (2002), p. 151.
37. ↑  Świebocki (1997), pp. 218, 220, 224. Świebocki presents this material without paragraph breaks. For ease of reading, two paragraph breaks have been inserted. Also see "The Vrba–Wetzler Report", parte 2.
38. ↑  For Vrba, Braham (2000), p. 276, nota al pie 50.
39. ↑  Bauer (2002), p. 231.
40. ↑  Braham (2000), p. 95.
41. 1 2  Vrba (2002), pp. 419–420.
42. 1 2  Vrba (2002), p. 406.
43. ↑  Braham (2000) pp. 95, 214.
44. ↑  Kranzler (2000), pp. 98–99.
45. ↑  van Pelt (2002), p. 152. That Lichtheim received the report from Mantello, see Kranzler (2000), p. 104. Kranzler places the cable to Jerusalem on 26 June 1944, and writes that Lichtheim referred in the cable to 12,000 Jews being deported daily from Budapest.
46. 1 2  Kárný (1998), pp. 556–557.
47. ↑  van Pelt (2002), pp. 153–154; Brigham (New York Times) (6 July 1944).
48. ↑  Braham (2000), pp. 95, 214; Bauer (2002), p. 230.
49. ↑  Rees (2006), pp. 242–243.
50. ↑  van Pelt (2002), pp. 154, 158–159.
51. ↑  Linn (2011), p. 162.
52. ↑  Bauer (1994), p. 156.
53. 1 2 3 4 5  Conway (2005).
54. ↑  Löb (2009), pp. 115–117.
55. ↑  Bauer (1994), p. 198.
56. ↑  Bauer (1994), pp. 154, 159, 199.
57. ↑  Bauer (1997), pp. 297–307.
58. ↑  Bauer (1994), p. 72.
59. ↑  Yehuda Bauer en una carta a Ruth Linn, citada en Linn (2004), p. 111.
60. ↑  Vrba (2002), pp. 404, 410–411; The Daily Telegraph (12 de abril de 2006).
61. ↑  Martin (8 de abril de 2006).
62. ↑  Barkat (2006.)
63. ↑  Sanderson and Smith (Times) (1 April 2006).
64. 1 2  Vrba (2002), pp. ix–xvi.
65. ↑  Linn (2004), p. 13.
66. ↑  Martin, New York Times (7 de abril de 2006).
67. 1 2  The Montreal Gazette (25 January 1985).
68. ↑  Chapman, Toronto Sun (24 January 1985) Archivado el 4 de marzo de 2016 en Wayback Machine..
69. 1 2  The Daily Telegraph (12 de abril de 2006); Martin, New York Times (7 de abril de 2006); Sanderson and Smith, Times (1 de abril de 2006)
70. 1 2  "International Conference on the Auschwitz Reports" (enlace roto disponible en Internet Archive; véase el historial, la primera versión y la última)., Rosenthal Institute for Holocaust Studies at the Graduate Center of the City University of New York, and the Franklin and Eleanor Roosevelt Institute, abril de 2011.
71. ↑  State honours Archivado el 13 de abril de 2016 en Wayback Machine., 1st Class in 2007; see "Holders of the Order of the 1st Class White Double Cross."
72. ↑  Sanderson and Smith, Times (1 de abril de 2006); "Rudolf Vrba", One World 2006.
73. ↑  Braham (2011), p. 47.
74. 1 2  Kárný (1998), p. 559.
75. ↑  Vrba (2002), p. 413.
76. ↑  Bauer (1994), p. 70; Linn (2004), p. 110–113.
77. 1 2  Yehuda Bauer et al (2001), Leadership in Time of Distress: The Working Group in Slovakia, 1942–1944, Kibbutz Dalia: Maarecht, pp. 11–12, cited in Linn (2004), pp. 109–110.
78. ↑  Yehuda Bauer in a letter to Ben Ami, translator of Vrba's memoir, cited in Linn (2004), p. 111.
79. ↑  Nueman (1990).
80. ↑  Linn (2004), p. 55.
81. ↑  Linn (2004), pp. 71–72.
82. ↑  Dromi (2005).

### Lecturas más amplias
- "The Vrba–Wetzler Report", Holocaust Education and Archive Research Team.
- Lanzmann, Claude (1985). Interview with Rudolf Vrba in Shoah, part 1, part 2 (video).
- Linn, Ruth; Ben Ami, Y; Shalev, M (11 de abril de 2005). "The escape from Auschwitz," https://web.archive.org/web/20151215234752/http://actv.haifa.ac.il/programs/Item.aspx?it=98, https://web.archive.org/web/20151215234755/http://actv.haifa.ac.il/programs/Item.aspx?it=99 (video), Academic Channel.
- PBS (2008). "Escape from Auschwitz" (video).

Artículos y libros
- Berenbaum, Michael (14 October 2004). "Righteous Anger Fuels ‘Auschwitz’", Jewish Journal (review of Ruth Linn's Escaping Auschwitz: A Culture of Forgetting).
- Bilsky, Leora (Spring 2001). "Judging Evil in the Trial of Kastner", Law and History Review, 19(1).
- Cohen, Asher (1996). "The Holocaust of Hungarian Jews in light of the research of Randolph Braham," Yad Vashem Studies, Vol XXV.
- Johnson, Pat (21 de abril de 2006). "Israeli narrative omits Vrba", Jewish Independent.
- Lánik, Jozef (Alfred Wetzler) (1963). Čo Dante nevidel, Bratislava.
- Lánik, Jozef (1967). Was Dante nicht sah, Frankfurt.
- Laor, Yitzhak (26 de diciembre de 2004). "Auschwitz, They Tell Me You’ve Become Popular", Haaretz (review of Ruth Linn's Escaping Auschwitz: A Culture of Forgetting).
- Linn, Ruth (2001). "Naked victims, dressed-up memory: The escape from Auschwitz and the Israeli historiography", Israel Studies Bulletin, 16(2), Spring, pp. 21–25.
- Linn, Ruth (2003). [http://ps.edu.haifa.ac.il/images/lectures/senior/ruth-linn/Publications/Selected-Articles/ARTICLE_GENOCIDE1.pdf (enlace roto disponible en Internet Archive; véase el historial, la primera versión y la última). "Genocide and the Politics of Remembering: The Nameless, the Celebrated and the Would-Be Holocaust Heroes"], Journal of Genocide Research, 5(4), diciembre pp. 565–586.
- Linn, Ruth (2004). "The Escape from Auschwitz: Why didn't they teach us about it in school", Theory and Criticism, 24:163–184 (in Hebrew).
- Linn, Ruth (13 de abril de 2006). "Rudolf Vrba", The Guardian.
- Linn, Ruth (6 de setiembre de 2006). "Against all hope: Escaping Auschwitz, escaping memory", Second Global Conference on Hope: Probing the Boundaries, Mansfield College, Oxford.
- London School of Hygiene and Tropical Medicine. "Sources of Funding for UK & EU Applicants", Helena Vrbová Scholarship.
- Lungen, Paul (20 de enero de 2005). "Auschwitz escapee hoped to warn Hungarian Jews", Canadian Jewish News.
- McMaster, Geoff (28 de octubre de 2003). "Holocaust survivor recounts days at Auschwitz", University of Alberta ExpressNEWS.
- Medoff, Rafael (20 de abril de 2006). "In memoriam: the man who exposed Auschwitz", The Jewish Tribune, 20 April 2006.
- Rose, Hilary and Steven (25 de abril de 2006). "Letter: Rudolf Vrba", The Guardian.
- Świebocki, Henryk (ed.) (1997). London has been informed. Reports by Auschwitz Escapees, Auschwitz-Birkenau State Museum.
- The Jerusalem Post (1 April 2006). "Auschwitz escapee, 82, dies in Canada".
- Vrbová, Gerta (2006). Trust and Deceit: A Tale of Survival in Slovakia and Hungary, 1939–1945. Vallentine Mitchell ("‘Trust and Deceit’ launched", University College London).
- Wetzler, Alfred (2007). Escape From Hell: The True Story of the Auschwitz Protocol, Berghahn Books.

- Datos: Q469726
- Multimedia: Rudolf Vrba / Q469726